# Качмари (Мостисская городская община)
Качмари (укр. Качмарі) — село в Мостисской городской общине Яворовского района Львовской области Украины.
Население по переписи 2001 года составляло 76 человек. Занимает площадь 0,119 км². Почтовый индекс — 81314. Телефонный код — 3234.